# Kullancslegyek
A kullancslegyek (Hippoboscidae) madarak és emlősök ektoparazitái. Egyes fajai szárnyatlanok, mások csökevényes szárnyakkal bírnak, megint mások viszont jó repülők. Vannak háziállatokon élő fajaik, mások vadon élő madarak vérszívói. Lárvális fejlődésük nagyrészt az anya testén belül zajlik, a megszülető lárvák azonnal bábozódni kezdenek. A bábok rendszerint gazda fészkében fejlődnek, esetleg egyes hosszabb szőrű emlősök esetében a gazda szőrzetében találhatók. A bábból kikelő imágó alkalmas gazdaállatot keres, majd annak szőrzetében vagy tollazatában él. Vérszívásukkal mikrobiális élősködőket is terjeszthetnek.

## Hazai fajok és gazdafajaik
- Ló-kullancslégy (Hippobosca equina) – ló
- Kutya-kullancslégy (Hippobosca longipennis) – kutya
- Szarvas-kullancslégy (Lipoptena cervi) – szarvasfélék
- Juh-kullancslégy, más néven juhcsimbe, paklincs (Melophagus ovinus) – juh
- Ornithoica turdi  – kisebb Énekesmadarak, főleg nyíltabb tájakon
- Ornithomyia avicularia – madarak, főként nagy testű énekesmadarak és ragadozó madarak
- Ornithomyia biloba – fecskefélék
- Ornithomyia fringillina – madarak, főként kisebb, erdei énekesmadarak
- Stenepteryx hirundinis – sarlósfecske, fecskefélék
- Crataerina pallida – sarlósfecske